# Harmothoe vagabunda
Harmothoe vagabunda är en ringmaskart som beskrevs av Pettibone 1985. Harmothoe vagabunda ingår i släktet Harmothoe och familjen Polynoidae. Inga underarter finns listade i Catalogue of Life.